# SN 2006hf
SN 2006hf – supernowa typu Ia odkryta 11 września 2006 roku w galaktyce A230052-0058. W momencie odkrycia miała maksymalną jasność 21,80m.